# Theyby
Theyby (plural theybies) e non-binary baby (bebê não binário) são neologismos para um bebê ou criança criado de forma neutra em termos de gênero, permitindo que as crianças escolham seu próprio gênero, e também se referindo ao estilo parental que o acompanha. Os termos e o movimento foram inicialmente popularizados em 2018, precedendo vários relatos de bebês em 2017 que nasceram sem ter um gênero atribuído. A prática de criar bebês como gênero neutro foi relatada já em 2009 e 2011, no entanto, o termo "theybie" foi usado pela primeira vez em 2017. O termo é uma aglutinação do pronome 'they' e 'baby'. Até que as crianças criadas como bebês escolham seu gênero e pronomes, elas são referidas pelos pais usando os pronomes they/them.

## Origens e motivações
Em muitas civilizações modernas, existe uma classificação binária de gênero e geralmente é atribuída desde o nascimento. Nos últimos anos, tem havido um escrutínio crescente da socialização de género nas comunidades parentais, com alguns questionando até que ponto o binário de género é inato em vez de ser apenas a única opção apresentada. As motivações dos pais de jovens para escolherem criar os seus filhos desta forma incluem apoiar a diversidade de género, melhorar a autodeterminação do género, reduzir o sexismo e reduzir os efeitos dos estereótipos de género no desenvolvimento das crianças. Além disso, muitos afirmam que "o que seu filho tem 'entre as pernas'" não é relevante para sua apresentação de gênero e, simplesmente, "não é da conta de ninguém".
Muitos pais de crianças que são LGBT aderem a uma visão de "nascer assim" sobre a orientação sexual e a identidade de género, contrastando a crença de que as escolhas parentais podem "tornar" as crianças não heterossexuais. Este argumento foi repetido por pais que praticam uma parentalidade neutra em termos de género. Eles usam esta visão para enfatizar que os seus filhos podem ou não necessariamente identificar-se como LGBT quando tiverem idade suficiente para decidirem por si próprios quem são, como acreditam. a identidade é inata e não muda pela sua educação.
Os diferentes graus em que os pais tentam reduzir os efeitos da socialização de género podem depender do quão hostil é a sua comunidade quando confrontada com aqueles que escolhem ser pais fora do binário de género. Os pais LGBT relatam níveis mais elevados de ansiedade quando tomam a decisão de criar os seus filhos como jovens ou de permitir-lhes explorar o género desde tenra idade. Isso se deve ao maior escrutínio que esses pais enfrentam por parte dos críticos que acreditam que ser criado por dois pais do mesmo sexo "tornará" uma criança gay. Estes pais também reconheceram que, em algumas situações, vão mesmo contra as suas crenças pessoais sobre a neutralidade de género dos seus filhos ou são inconsistentes com a sua resistência aos estereótipos devido ao seu sentimento de maior escrutínio.

## Estilo parental associado
Além de não revelar o sexo biológico do filho no nascimento (a prática mais literal de criar um bebê), há uma variedade de abordagens de gravidade diferente que os pais adotaram ao introduzir a neutralidade de gênero em sua criação. A maioria dos pais que compartilharam suas experiências com a criação de filhos neutros em termos de gênero ou com a criação de um bebê relatam que acreditam em uma abordagem parental centrada na criança.
Uma das maneiras mais comuns pelas quais a paternidade neutra em termos de gênero tem sido praticada é por meio de diversas opções de brinquedos infantis. A grande maioria dos brinquedos infantis está estritamente separada por género, sendo priorizadas competências diferentes entre os dois. Os brinquedos comercializados como “para meninas” tendem a se concentrar no incentivo à domesticidade, à vaidade e à consciência emocional geral. Alternativamente, os brinquedos "para meninos" geralmente se concentram em aumentar as habilidades de raciocínio espacial, encorajando a fisicalidade e normalizando a agressão. Ao encorajar apenas conjuntos de competências específicas para cada género, ambos acabam por ter lacunas nas competências para a vida que tornam as suas opções mais tarde na vida mais limitadas. Isto contribuiu para a actual norma social de que os homens trabalham e geralmente ocupam posições de maior poder, e as mulheres cuidam dos seus filhos e cuidam das tarefas domésticas. Para combater estas lacunas, os pais começaram a oferecer aos seus filhos algumas opções de brinquedos que são neutras em termos de género e alguns brinquedos orientados para cada género, todos enquadrados como escolhas igualmente preferíveis. Esta variedade de opções é frequentemente oferecida em outros aspectos importantes do desenvolvimento infantil, como vestuário e atividades extracurriculares.

## Reconhecimento legal
Nos Estados Unidos, vários estados aprovaram legislação que permite identificadores neutros em termos de género nas certidões de nascimento, incluindo:
|              | Notas |
| Califórnia   | Designação neutra de gênero permitida no nascimento |
| Colorado     | As certidões de nascimento iniciais devem dizer "Masculino" ou "Feminino". No entanto, uma certidão de nascimento alterada pode ser emitida para alterar a "designação de sexo" para "X". Para menores, um pedido de mudança de designação de sexo deve ser endossado por “um profissional médico ou prestador de cuidados de saúde mental licenciado e em boa situação”, declarando que a pessoa foi submetida a tratamento adequado “para efeitos de transição de género” ou que a pessoa “tem um relacionamento intersexo”. |
| Connecticut  | Requer alguma documentação de tratamento clinicamente apropriado para fins de transição de gênero (cirurgia não é necessária) |
| D.C.         | Requer alguma documentação de tratamento clinicamente apropriado para fins de transição de gênero (cirurgia não é necessária) |
| Illinois     | Requer alguma documentação de tratamento clinicamente apropriado para fins de transição de gênero (cirurgia não é necessária) |
| Maine        | Designação neutra de gênero permitida no nascimento |
| Michigan     | Nenhuma opção neutra em termos de género é fornecida no formulário de registo de nascimento. No entanto, a "designação do sexo" pode posteriormente ser solicitada a ser alterada para "X". Para menores de 14 anos, um dos pais ou responsável legal deve consentir com a alteração. |
| Nevada       | |
| New Jersey   | |
| New Mexico   | |
| New York     | |
| Ohio         | Ordem judicial necessária para iniciar a mudança |
| Oregon       | |
| Rhode Island | |
| Utah         | Ordem judicial necessária para iniciar a mudança |
| Vermont      | |
| Washington   | Nenhuma opção neutra em termos de género é fornecida no formulário de registo de nascimento. No entanto, a "designação do sexo" pode posteriormente ser solicitada a ser alterada para "X". Para menores, um pedido de mudança de designação de sexo deve ser endossado por um "prestador de cuidados de saúde licenciado ou prestador de cuidados de saúde mental licenciado, cujo âmbito de prática lhes permite determinar se a mudança solicitada é consistente com a identidade do menor".                                |

Também é possível receber um marcador de gênero “U” para bebês no Canadá.

## Crítica
Tem havido críticas ao conceito de theybies, sobretudo de organizações cristãs. As críticas comuns incluem que é uma escolha egoísta por parte dos pais, equiparando uma escolha de gênero a uma escolha de anatomia, que é prejudicial manter o gênero "em segredo" de outras pessoas, e a possibilidade de aumento do bullying infantil.
Embora o princípio e os relatórios não estabeleçam um limite de idade antes que as crianças possam decidir o seu género, alguns críticos consideram que um limite de idade antes que as crianças possam escolher o seu género é uma componente chave da sua idade e sugerem que tal limite de idade é antiético.